# Les Douze Chaises
Pour les articles homonymes, voir Douze (homonymie).
Les Douze Chaises (en russe : Двенадцать стульев) est un roman écrit par les écrivains soviétiques Ilf et Pétrov et paru en 1928, à la fin de la NEP. C'est l'œuvre la plus connue d'Ilf et Petrov.

## Réception
En Union soviétique, le roman est d'abord livré sous forme de feuilleton, de janvier à juillet 1928, suivi d'une édition en volume séparé. En France, dans l'Allemagne de Weimar, aux États-Unis, le roman connaît également un immense succès. Le roman a connu un engouement immédiat et durable. Devant l'immense succès de ce roman satirique, Ilf et Petrov ont écrit une suite, Le Veau d'or, publié en 1931. Selon Ilya Serman, les auteurs avaient le projet d'un troisième roman, auquel ils renoncèrent par prudence : « L'humour est un métal précieux et nos mines étaient épuisées. », commenta Evgueni Petrov par la suite.
Le roman fut toléré par le pouvoir soviétique, mais en 1949 (après la mort des deux auteurs) fut ciblé par la critique  littéraire au nom de la « lutte contre le cosmopolitisme sans racines » :

« Dans leurs premiers romans, I. Ilf et E. Petrov ont manifesté, vis-à-vis de nombreux aspects et phénomènes de la vie soviétique qui nous sont chers et sacrés, un scepticisme et un nihilisme intellectuels bourgeois caractéristiques de cette période de leur activité créatrice et ont fait preuve de condescendance envers le Soviétique moyen. »

— Novy Mir, Article de 1949.
Le Dégel qui accompagnait la déstalinisation permit au roman de retrouver les faveurs du public, mais dans les années 1970, l'engouement tiédit et l'on se mit à plus apprécier d'autres auteurs de la même époque, comme Mikhaïl Boulgakov ou Oliecha.

## Argument
Hippolyte Matvieïévitch Vorobianinov apprend l'existence de diamants cachés dans une chaise ayant appartenu à sa famille avant la Révolution russe. Le livre raconte sa rencontre avec Ostap Bender, « le grand combinateur », puis leurs pérégrinations dans l'URSS des années 1920 pour retrouver le trésor.

## Personnages
Les personnages du roman sont assez nombreux. Alain Préchac en donne la liste complète et détaillée au début de sa traduction, dont les principaux sont :
- Hippolyte Matvieïévitch Vorobianinov (Kissa) : 52 ans, veuf, ancien maréchal de la noblesse, employé à l'état civil. « Géant de la pensée, Père de la démocratie russe[6] et Conseiller bien-aimé de Sa Majesté[7] ».
- Ostap Bender : 28 ans, « fils de sujet turc », alias « Grand Combinateur », escroc sympathique et plein de ressources. Selon la nécrologie qu'il s'invente lui-même : « Il a aimé et il a souffert. Il a aimé l'argent et souffert de ne pas en avoir[8]. »
- Fiodor Vostrikov : prêtre orthodoxe à la paroisse de Saint-Frol-et-Laure, entrepreneur velléitaire et peu chanceux. Lui aussi est à la recherche du trésor après avoir fortuitement appris son existence.

## Résumé

### Première partie: Le Lion de Stargorod
Le roman s'ouvre dans une petite ville non identifiée de la province russe le vendredi 15 avril 1927 à 7 heures 30, avec le réveil, de bonne humeur, de Vorobianinov. Sa belle-mère, Claudia Ivanovna Petoukhova, est malheureusement victime d'une attaque cardiaque. Avant de mourir, elle a le temps de lui révéler qu'elle a cousu une fortune en diamant et bijoux dans une des douze chaises de marque qui faisaient partie du mobilier de la famille, mobilier resté à Stargorod. Il l'ignore encore, mais sa belle-mère a confessé la même histoire au prêtre Fiodor Vostrikov. Les deux aventuriers partent simultanément pour Stargorod, à la recherche de la fortune.

## Extrait
La première apparition d'Ostap Bender donne lieu à une célèbre réplique. À un jeune vagabond de Stargorod qui le poursuit et lui demande de l'argent, Bender rétorque : « Tu veux peut-être aussi la clef de l'appartement où je garde mon argent, ? »

## Adaptations au cinéma et à la télévision
- 1962 : Les douze chaises (Las doce sillas), film de Tomás Gutiérrez Alea
- 1970 : Le Mystère des douze chaises, film de Mel Brooks
- 1971 : Les Douze Chaises, film de Leonid Gaïdaï
- 1976 : Les Douze Chaises, série télévisée soviétique de Mark Zakharov
- 2004 : Les Douze Chaises (Zwölf Stühle) d'Ulrike Ottinger, avec Gueorgui Deliev dans le rôle d'Ostap Bender

## Incipit
« Il y avait dans la petite ville de ** (chef-lieu d'arrondissement) tant de salons de coiffure et de bureaux de pompes funèbres que les habitants ne semblaient naître que pour se faire raser, couper les cheveux, frictionner le cuir chevelu et aussitôt mourir. En réalité, on naissait, mourrait et se rasait assez rarement à **. La vie s'y écoulait toute tranquille. »

— Ilf et Pétrov, Les Douze Chaises.

## Traduction française
: document utilisé comme source pour la rédaction de cet article.
- Ilf et Petrov (trad. du russe par J.-Wladimir Bienstock), Douze Chaises [« Двенадцать стульев »] (roman), Paris, Albin Michel,‎ 1929, 379 p.
- Ilf et Pétrov (trad. du russe par Alain Préchac, préf. Alain Préchac), Les Douze Chaises [« Двенадцать стульев »] (roman), Lyon, Parangon/Vs, coll. « Littérature étrangère »,‎ 2012 (1re éd. 2005), 396 p. (ISBN 978-2-84190-145-6, présentation en ligne)